# Stazione di Pino-Tronzano
La stazione di Pino-Tronzano è una stazione ferroviaria che serve i centri abitati di Pino sulla Sponda del Lago Maggiore, frazione di Maccagno con Pino e Veddasca, e Tronzano Lago Maggiore.
È posta sul tronco comune alle linee Cadenazzo-Luino e Novara-Pino; costituisce la stazione in territorio italiano più prossima al confine svizzero ed è gestita con regolamenti di tipo elvetico.

## Storia
La stazione fu attivata nel 1882, contemporaneamente all'apertura della linea da Novara al confine elvetico, realizzata per collegare la linea del Gottardo con la pianura padana e il porto di Genova.
Pur essendo collocata a ridosso del confine italo-svizzero, per via delle ridotte dimensioni degli impianti (dovute al poco spazio edificabile) lo scalo non ebbe mai il ruolo formale di stazione di confine: le operazioni doganali in territorio italiano vengono infatti espletate presso la stazione di Luino, posta 14 chilometri più a sud.

## Strutture ed impianti
Il fabbricato viaggiatori è costruito nel classico stile ferroviario italiano: una struttura squadrata e regolare a due piani, con pareti esterne intonacate: il pianterreno ospita uffici, locali tecnici, biglietteria e sala d'attesa, il secondo alloggi per il personale ferroviario (poi caduti in disuso). La stazione è stabilmente presenziata da un dirigente movimento.
Il sedime consta di due binari passanti, entrambi serviti da una banchina con attraversamento a raso, più un binario tronco sul lato in direzione Luino, a servizio dello scalo merci.

## Movimento
La stazione è servita dai treni della linea S30 (Bellinzona-Cadenazzo-Luino-Gallarate)

## Servizi
È gestita da Rete Ferroviaria Italiana che ai fini commerciali classifica l'impianto in categoria Bronze,